# Урс Равеннский

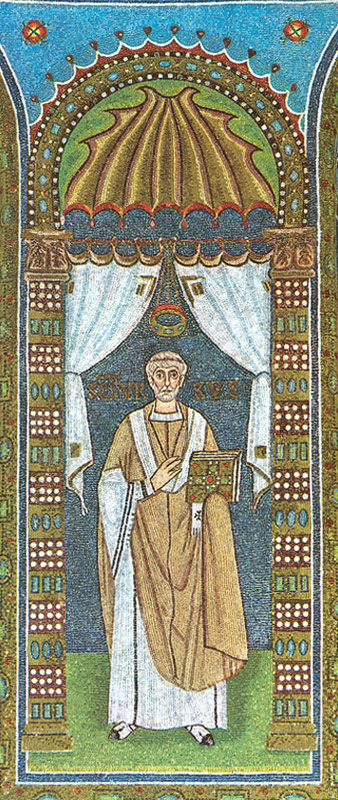
Св. Урс Равеннский. Мозаика в базилике Сант-Аполлинаре-ин-Классе (Равенна)

Урс Равеннский (лат. Ursus, итал. Orso; умер 13 апреля, в Пасху 396, по др. сведениям — в 412 или 425) — епископ Равенны, святой Католической церкви. День памяти — 13 апреля. В Равенне память Урса совершается в день Пасхи, поскольку в этот день он освятил первый храм в городе и в день Пасхи (через несколько лет) скончался.
Святой Урс с 370 по 396 год (по другим сведениям — до 402 г.) был епископом Равенны, куда он перевёл епископскую кафедру из Классе (ныне район города). В Равенне Урс воздвиг базилику, названную позже в его честь Basilica Ursiana (не сохранилась; в первом десятилетии XVIII века на её месте был построен новый храм, известный ныне как кафедральный собор Воскресения Христова.) С именем Урса связывают и первоначальную постройку так называемого Баптистерия православных (со знаменитыми византийскими мозаиками несколько более позднего происхождения). 
По преданию св. Урс происходил из богатой сицилийской семьи и был в состоянии воздвигнуть церкви на собственные средства. Этим объясняется установление почитания сицилийских святых в Равенне начиная с IV века.
Согласно «Liber pontificalis ecclesiae Ravennatis» Агнелла Равеннского св. Урс скончался в 396 году. Алессандро Тести-Распони (редактор перевода труда Агнелла на итальянский язык) датировал кончину Урса 412 г. По Fabio Arduino Урс скончался в 425 г. Существуют и другие датировки.
Святой Урс считается покровителем скорняков и кожевенников.